# Bulbophyllum (Bulbophyllum)
Bulbophyllum es una sección del género Bulbophyllum perteneciente a la familia de las orquídeas.
Se caracterizan por ser las plantas originarias de África.

## Especies
1. Bulbophyllum bifarium Hook.f. 1864 Camerún, Kenia y Angola
2. Bulbophyllum calvum Summerh. 1966 Nigeria
3. Bulbophyllum cocoinum Bateman ex Lindl. 1837 Sierra Leona, Costa de Marfil, Liberia, Ghana, Gabón, islas del Golfo de Guinea, Camerún, Central African Republic, Zaire, Angola y Uganda
4. Bulbophyllum encephalodes Summerh. 1951 Nigeria, Burundi, Camerún, Ruanda, Zaire, Kenia, Tanzania, Uganda, Malawi, Zambia y Zimbabue
5. Bulbophyllum fuscum Lindl. 1839 Guinea, Costa de Marfil, Liberia, Nigeria, Sierra Leona, República Centroafricana, Camerún, Guinea Ecuatorial, Congo, Gabón, Ruanda, Zaire, Kenia, Tanzania, Angola, Malawi, Mozambique, Zambia y Zimbabue
6. Bulbophyllum humblotii Rolfe 1891 Malawi, Tanzania, Zimbabue, Madagascar y Seychelles
7. Bulbophyllum josephi (Kuntze) Summerh. 1945 Guinea, Costa de Marfil, Liberia, Nigeria, Burundi, Camerún, Guinea Ecuatorial, Gabón, islas del Golfo de Guinea, Ruanda, Zaire, Etiopía, Kenia, Tanzania, Uganda, Malawi, Mozambique, Zambia y Zimbabue
8. Bulbophyllum oreonastes Rchb.f. 1881 Ghana, Guinea, Costa de Marfil, Liberia, Nigeria, Sierra Leona, República Centroafricana, Camerún, Guinea Ecuatorial, Gabón, Ruanda, Zaire, Tanzania, Uganda, Angola, Zambia y Malawi
9. Bulbophyllum oxychilum Schltr. 1905 Ghana, Costa de Marfil, Liberia, Nigeria, República Centroafricana, Gabón, Zaire y Uganda
10. Bulbophyllum rugosibulbum Summerh. 1960 Tanzania, Zambia y Malawi
11. Bulbophyllum schimperianum Kraenzl. 1902 Liberia, Nigeria, República Centroafricana, Congo, Gabón, Zaire y Uganda
12. Bulbophyllum unifoliatum De Wild. 1921 Ruanda, Zaire, Tanzania, Angola, Malawi, Mozambique, Zambia y Zimbabue